# Briciole (Noemi)
Briciole è un singolo della cantante italiana Noemi, pubblicato il 10 aprile 2009 come unico estratto dal primo EP Noemi.

## Descrizione
Briciole è stata scritta da Marco Ciappelli, Francesco Sighieri e Diego Calvetti. È stata presentata per la prima volta a Sanremolab del 2007. Noemi fu ammessa tra i dodici finalisti ma non rientrò fra i tre vincitori ammessi di diritto al Festival di Sanremo 2008, quindi non poté portare Briciole sul palco del teatro Ariston. Successivamente Briciole è stata nuovamente presentata da Noemi durante la puntata della seconda edizione di X Factor successiva alla sua eliminazione.
La canzone è arrivata alla seconda posizione della Top Singoli, permanendo in classifica per quasi tre mesi. Briciole si rivela essere uno dei tormentoni dell'estate 2009. Il singolo viene certificato disco d'oro per le oltre 15 000 copie vendute.
Paola Canestrelli, cantante della categoria +25 di Claudia Mori, ha cantato il brano alla decima puntata della terza edizione di X Factor.
Il brano viene inserito anche nel DVD Amiche per l'Abruzzo dell'omonimo concerto di beneficenza voluto e organizzato da Laura Pausini che si è svolto il 21 giugno 2009 allo Stadio Giuseppe Meazza di San Siro a Milano per raccogliere fondi per il terremoto dell'Aquila del 2009.
Relativamente alla seconda edizione di X Factor viene messo in commercio il Canta tu X Factor contenente, tra l'altro, anche Briciole sia nella versione originale cantata da Noemi, che nella versione karaoke.
Durante l'estate 2009, trenta artisti hanno partecipato al Coca Cola Live @ MTV - The Summer Song, ma solo i quattordici finalisti, tra cui Noemi con Briciole, si sono potuti esibire nel concerto tenuto il 26 settembre 2009 in Piazza del Popolo a Roma. Noemi ha ottenuto il piazzamento più alto tra le donne in gara, classificandosi decima dopo nove piazzamenti maschili.
A marzo 2010 Noemi è diventata testimonial della "campagna Gardenia 2010" di A.I.S.M. (Associazione Italiana Sclerosi Multipla). Sulle note di Briciole, Noemi, Valentina Vezzali, le attrici Antonella Ferrari e Michela Andreozzi, e la veejay Carolina Di Domenico sono le testimonial che hanno realizzato lo spot della campagna per sensibilizzare, informare e raccogliere fondi per contribuire alla lotta alla sclerosi multipla. Si riconferma testimonial anche nel 2011, alle aderenti si aggiunge anche Marianna Morandi, attrice e imprenditrice italiana; lo spot viene sempre realizzato sulle note di Briciole.
Nel dicembre 2012, la versione dal vivo di Briciole contenuta nell'album dal vivo RossoLive, ha vinto il disco Facebook di Radio Italia.

## Video musicale
Il video, girato a Verona dal regista Gaetano Morbioli, è stato reso disponibile l'8 maggio 2009 e ha come protagonisti la stessa Noemi e un giovane attore.
Il video inizia con un'inquadratura della natura e del mare, e un fermo immagine su di una pallina gialla che sta per cadere nell'Adige. Prosegue all'interno di un locale in cui Noemi interpreta, affiancata dalla propria band, il brano Briciole. Intanto le strade di Verona si inondano di palline colorate (elemento più colorato dell'intero video); alcune di queste vengono raccolte dal protagonista che cammina per strada. Il ragazzo poi giunge nello stesso locale in cui Noemi si sta esibendo. Iniziano, allora, ad alternarsi brevi clip in bianco e nero in cui sono presenti soltanto i due protagonisti, ad altre, a colori, in cui Noemi è seduta su dei gradini di una grande scalinata. Sempre in concomitanza con l'esibizione di Noemi nel locale, si alternano sequenze d'immagini che fanno vedere entrambi i protagonisti camminare per strada per poi ritrovarsi sotto un colonnato. Noemi prosegue salendo su di una grande scalinata al cui termine è posta una porta che decide di aprire.
Ricominciano, quindi, ad alternarsi le clip in bianco e nero, e le sequenze d'immagini in cui Noemi è seduta sui gradini. Anche il ragazzo, oltrepassato il colonnato, sale la scalinata, l'unica differenza è che lui è accompagnato da una molteplicità di palline colorate; arrivato in cima apre anche lui la porta e i due si incontrano e iniziano a danzare (si tratta dell'ultima sequenza in bianco e nero del videoclip). Dopodiché lei esce dalla stanza e raggiunge gli ultimi gradini in basso della scalinata dove si siede; anche il ragazzo esce dalla camera, si ferma in cima alle scale dove getta alcune palline che andranno a bloccarsi durante la discesa sulla scalinata. Noemi ne prende una in mano, ma la lascia cadere e si rompe; a seguire anche tutte le altre palline andranno in frantumi. Il video termina con Noemi che lascia la scalinata e, nelle immagini alternate, avendo finito di cantare lascia il palco. Nell'ultima immagine del video viene richiamata la pallina gialla dell'inizio, questa volta la pallina cade nell'Adige.
Dopo un mese di votazioni, il 1º marzo 2010 è stata decretata la classifica Top 20 ladies in pop, che ha stabilito quali siano i 20 video più votati che sono andati in onda su MTV Hits (canale 704 di Sky) l'8 marzo in occasione della festa della donna. Noemi rientra nei primi 20 video, precisamente alla 14ª posizione, con il brano Briciole.

## Tracce
Testi di Marco Ciappelli e Diego Calvetti, musiche di Francesco Sighieri.
1. Briciole – 3:21

## Successo commerciale
Briciole ha raggiunto la seconda posizione nella Top Singoli, occupando la top 10 per quasi un mese. È uscito definitivamente dalla top 20, alla 18ª posizione, dopo due mesi e mezzo di permanenza nella medesima classifica. Il brano ottiene buoni risultati nei piazzamenti delle classifiche annuali, raggiungendo la 35ª posizione nella classifica stilata da FIMI sui brani più venduti nel 2009. Raggiunge inoltre il 2º posto dei brani più trasmessi nelle radio.
Il brano rientra anche per alcune settimane nella European Hot 100 Singles stilata da Billboard dove raggiunge la 100ª posizione in classifica.

## Classifiche

### Classifiche settimanali
| Classifica (2009) | Posizione massima |
| ----------------- | ----------------- |
| Europa            | 100               |
| Italia            | 2                 |

### Classifiche di fine anno
| Classifica (2009) | Posizione |
| ----------------- | --------- |
| Italia            | 35        |